# HD 73526 b
HD 73526 b (بالإنجليزية: HD 73526 b)‏ الذي يرمز له بالرمز HD 73526b، هو كوكب خارج المجموعة الشمسية، في كوكبة الشراع، يتبع HD 73526 ‏.

## الاكتشاف
اكتشف في 13 يونيو 2002، وكانت طريقة الاكتشاف سرعة شعاعية.